# Gaudenzio Marconi
Pour les articles homonymes, voir Marconi.
Gaudenzio Marconi, né le 12 mars 1841 à Comologno (Tessin, Suisse) et probablement mort après 1885, est un photographe suisse actif en France et en Belgique.
Il est connu pour ses photographies artistiques de nus. Ses photographies ont été utilisées par des artistes comme Auguste Rodin.

## Biographie
Gaudenzio Marconi naît en 1841 dans une famille francophone installée dans le Tessin et sans doute d'origine italienne. Il s'est marié à Adrienne Fontaine, née en 1844 à Amsterdam.
Marconi établit son studio à Paris, au 11 rue de Buci de 1862 à 1871, puis au 45 boulevard Saint-Michel de 1871 à 1874 environ. En 1868, il reprend le studio d'Auguste Belloc, qui était spécialisé dans le nu. Marconi est par ailleurs mentionné au Bottin parisien de 1868 à 1874 à l'enseigne « Photographe officiel de l'école des Beaux-Arts », c'est ainsi que l'on retrouve son nom au 13 rue des Beaux-Arts en 1870 et en 1872.
Marconi a pour spécialité les « académies pour les artistes ». Il photographie essentiellement les modèles et réalise quelques compositions de genre (Crucifixion). De la Commune, on garde de lui des compositions, comme Blessés de la garde mobile à Chatillon après le combat, durant le siège de Paris, Une femme et un enfant morts. Commune de Paris, 1871 (mise en scène), et Siège de la Commune, mise en scène de soldats morts de la Commune, montage, 1871 (conservées au musée Carnavalet). Le 1er juillet 1873, Marconi est condamné par la 7e chambre du  Tribunal correctionnel de la Seine, avec un comparse nommé Pagnon, courtier : « pour fabrication et mise en vente de photographies et clichés représentant des femmes nues (études d'après nature) », les deux hommes sont punis de six mois de prison et 100 francs d'amende.
On retrouve Marconi inscrit à l'état civil de Bruxelles comme « artiste peintre » le 28 février 1874, mais il est probablement déjà actif comme photographe, au 19 place du Grand Sablon. Il photographie en 1877 le modèle et le plâtre de L'Âge d'airain d'Auguste Rodin pour que l'on puisse comparer les deux documents et prouver que la statue n'a pas été moulée sur un modèle vivant. Sur le carton de montage figure le tampon sec « Photographe des Beaux-Arts - Marconi - Place Grand Sablon, 19 - Bruxelles ». 
Marconi garde semble-t-il un domicile à l'étranger, avant de s'installer en 1879 à Schaerbeek, au 5 rue Potter. En 1880, il participe à l'Exposition nationale de Bruxelles, ainsi qu' à l’Exposition internationale de photographie de Gand, où ses nus sont remarqués. En 1882, il fait partie des photographes exposés au palais de l'Industrie, lors de la 7e exposition de l'Union centrale des arts décoratifs,.  
Gaudenzio Marconi est établi à Schaerbeek, au 30 rue Potter, en 1885, date à laquelle on perd sa trace. 

## Postérité
En 1996, Gaudenzio Marconi est l'un des 26 photographes mis à l'honneur au FotoMuseum Antwerpen (Anvers) lors de l'exposition intitulée Pioniers in Beeld.

## Galerie de nus académiques

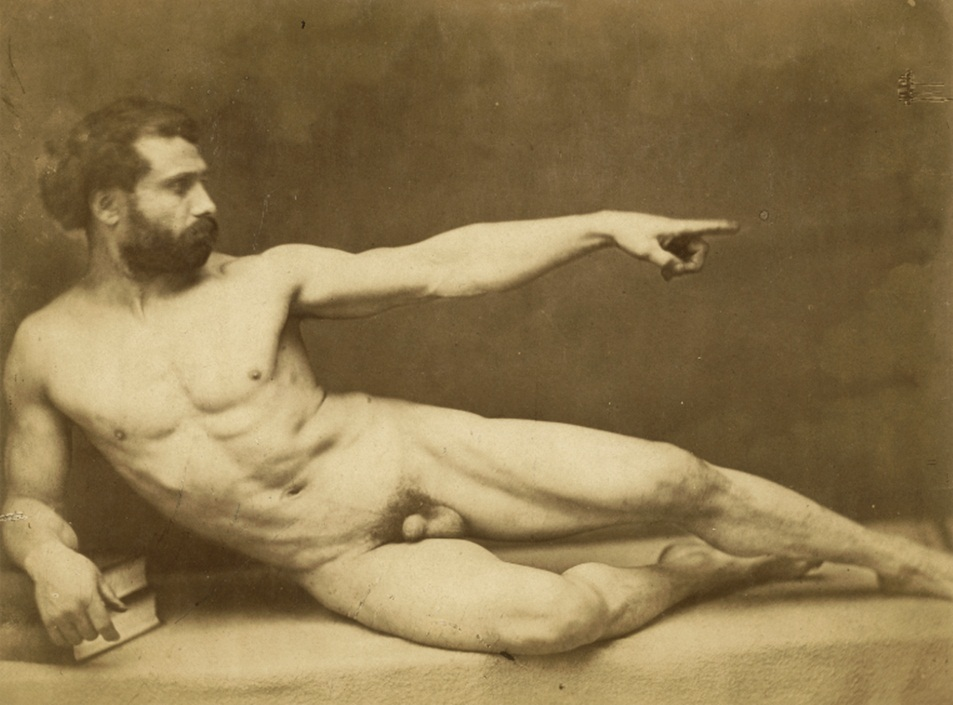
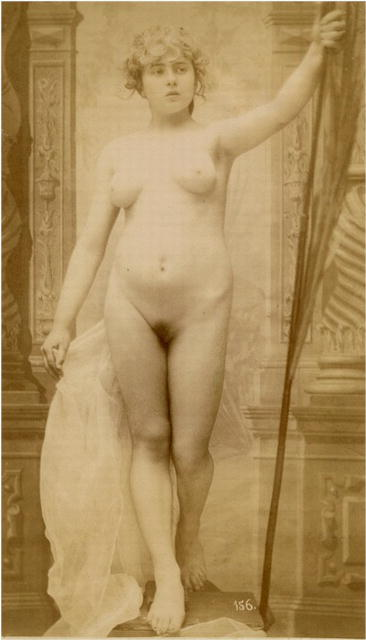
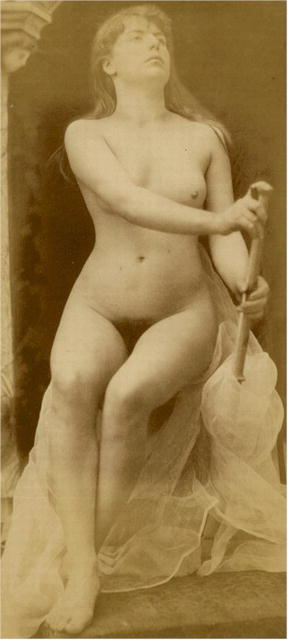
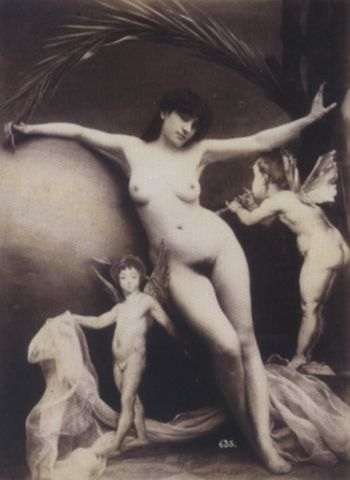
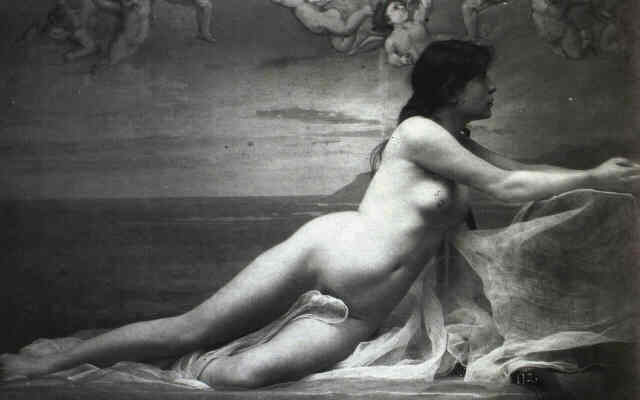
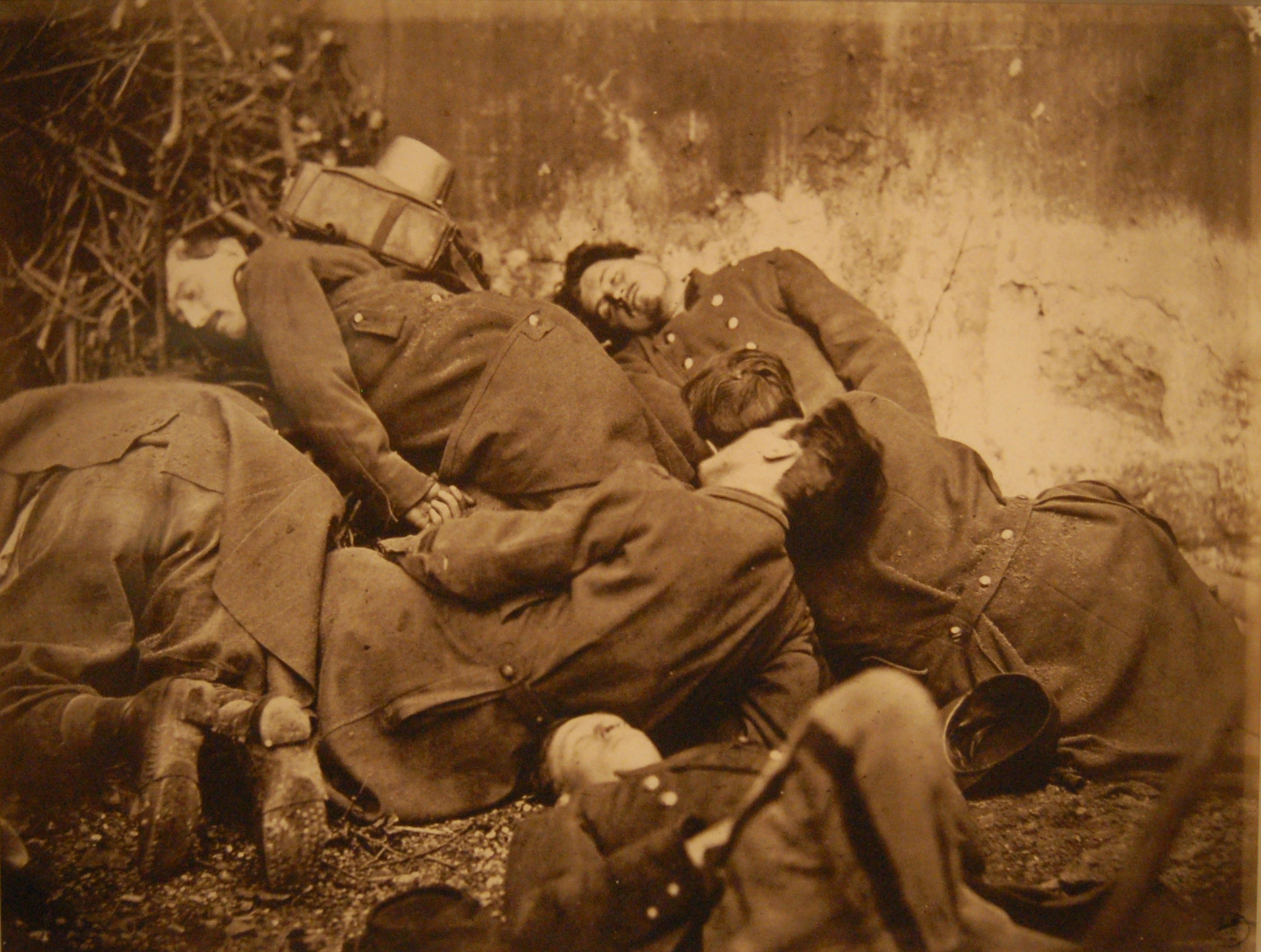
Soldats de la Commune, 1871 (mise en scène)